# Johannes Ravn
Johannes Ravn, född 1922 i Narvik, död 1991, var en norsk-svensk målare och konservator. 
Ravn studerade för Fritz Cramer i Oslo och var i nära samarbete med den svenska konservatorn Gustaf Jaensson i Stockholm. Bland hans större arbeten märks en väggmålning i en privatvilla i Sillingsfors. Hans konst består av realistiska natur- och djurstudier i olja. Ravn finns representerad i ett flertal offentliga samlingar. 